# Miami (Texas)
Miami é uma cidade localizada no estado norte-americano do Texas, no Condado de Roberts.

## Demografia
Segundo o censo norte-americano de 2000, a sua população era de 588 habitantes.
Em 2006, foi estimada uma população de 553, um decréscimo de 35 (-6.0%).

## Geografia
De acordo com o United States Census Bureau tem uma área de
3,0 km², dos quais 3,0 km² cobertos por terra e 0,0 km² cobertos por água. Miami localiza-se a aproximadamente 840 m acima do nível do mar.

## Localidades na vizinhança
O diagrama seguinte representa as localidades num raio de 36 km ao redor de Miami.